# Marie-Paule Malliavin

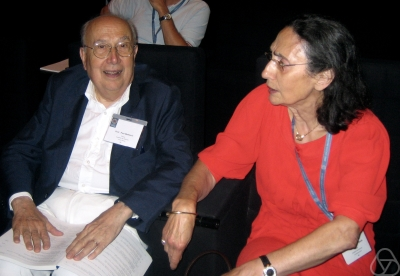
Marie-Paule Malliavin mit ihrem Mann Paul Malliavin beim ICM in Madrid, 2006

Marie-Paule Malliavin, geb. Brameret, (* 1935 in Mahdia; † 25. September 2019 in Paris) war eine französische Mathematikerin, die sich auf dem Gebiet der Algebra spezialisiert hatte.

## Leben
Sie war seit dem 27. April 1965 verheiratet mit dem Mathematiker Paul Malliavin. Die beiden bekamen zwei Kinder (Thérèse und Marie-Joseph).
Ihren ersten mathematischen Artikel veröffentlichte sie im Jahr 1960. Im Jahr 1965 wurde sie promoviert.
Sie wurde nach ihrer Promotion zunächst Maître de Conférences an der Universität Caen. Später wurde sie Professorin an der Universität Pierre und Marie Curie (UPMC, Paris VI) in Paris, wo sie bis zu ihrer Pensionierung blieb.
Zu ihren mathematischen Schülern gehören Jacques Alev und Youssef El From. Sie schrieb mehrere Lehrbücher; die Bücher über kommutative Algebra und die Darstellungstheorie endlicher Gruppen werden häufig zitiert.
Zu Beginn ihrer Karriere befasste sie sich mit der kommutativen Algebra, danach mit nicht-kommutativer Algebra. Dies war zu einer Zeit, als sich die einhüllenden Algebren und dann die Quantengruppen entwickelten. Mit ihrem Mann Paul Malliavin arbeitete sie mehrfach zusammen, insbesondere bei der Untersuchung von Maßen auf unendlich-dimensionalen Gruppen.
Marie-Paule Malliavin war Herausgeberin von hochrangigen internationalen Forschungszeitschriften. Sie sorgte auch mehrere Jahrzehnte für die Organisation des Algebra-Seminars am Institut Henri Poincaré, indem sie die Nachfolge des verstorbenen Professors Paul Dubreil antrat.